# 聚花金足草
聚花金足草（学名：Strobilanthes glomerata）是爵床科紫云菜属的植物。分布在印度、缅甸以及中国大陆的云南等地，生长于海拔700米至1,800米的地区，多生在林下，目前尚未由人工引种栽培。